# Mao Daichi
Mao Daichi (大地真央, Daichi Mao), de son vrai nom Mayumi Morita (森田 真裕美, Morita Mayumi) et de son nom de jeune fille Mayumi Tada (多田 真裕美, Tada Mayumi), est une actrice et chanteuse japonaise.

## Biographie
Mao Daichi est née le 5 février 1956 à Sumoto. Elle est la cadette de trois sœurs. Ses parents sont originaires de Yokohama. Elle a commence à apprendre la danse dès l'âge de quatre ans.
Dès sa jeunesse, elle manifeste l'envie d'intégrer le monde du spectacle mais son père, ancien capitaine de navire de ligne et officier de l'armée japonaise, s'y oppose farouchement. C'est un ami de ce dernier qui trouve un compromis entre le père et la fille : il suggère à l'adolescente de postuler auprès de l'Ecole de musique de Takarazuka, réputée pour sa haute exigence et sa discipline « quasi militaire ». Elle réussit son examen d'entrée du premier coup et se forme au sein de l'établissement dès 1971.
Elle intègre la Revue Takarazuka en 1973, où elle est une Otokoyaku, une comédienne spécialisée dans les rôles masculins. Elle devient la star de la Troupe Lune en 1982. Elle quitte la revue en 1985.
Elle remporte deux fois le prix Kikuta Kazuo pour son rôle d'Eliza Doolittle dans My Fair Lady en 1990 et en 2011. Ce rôle compte en outre parmi les favoris de l'actrice : elle voit dans le personnage une héroïne « forte, proactive et progressiste ».
En 1998, elle décroche le prix Kikuta Kazuo pour sa interprétation dans Vacances romaines.
En 2000, pour ses performances dans Vacances romaines, Mitsuko et Once Upon a Mattress, elle se voit décerner le prix d'excellence aux Matsuo Entertainment Awards, dans la catégorie Drame.

## Vie privée
Mao Daichi est mariée au comédien Ken Matsudaira entre 1990 et 2004.
En 2007, elle se remarie avec l'architecte d'intérieur Yasumichi Morita. À la suite de cette union, elle prend officiellement le nom de son mari et devient Mayumi Morita (森田 真裕美, Morita Mayumi).
Elle était une amie proche de Sayaka Kanda, qui la considérait à la fois comme sa mentor et une figure maternelle au sein de l'industrie du divertissement.

## Carrière

### Scène
| Année | Titre                      | Rôle                      | Note(s)                            |
| ----- | -------------------------- | ------------------------- | ---------------------------------- |
| 1978  | Marius                     | Marius                    | Epoque Takarazuka                  |
| 1979  | Roméo et Juliette          | Roméo Montaigu            | Epoque Takarazuka                  |
| 1981  | DEAN                       | James Dean                | Epoque Takarazuka                  |
| 1984  | A Tale of Two Cities       | Sydney Carton             | Epoque Takarazuka                  |
| 1985  | Guys and Dolls             | Sky Masterson             | Epoque Takarazuka                  |
| 1986  | The Unsinkable Molly Brown | Margaret Brown            |                                    |
| 1986  | La Nuit des rois           | Viola / Sebastian         |                                    |
| 1987  | Autant en emporte le vent  | Scarlett O'Hara           |                                    |
| 1987  | Le Prince et la Danseuse   | Mary                      |                                    |
| 1989  | Carmen                     | Carmen                    |                                    |
| 1989  | Anything Goes              | Reno Sweeny               |                                    |
| 1990  | My Fair Lady               | Eliza Doolittle           |                                    |
| 1990  | Anything Goes              | Reno Sweeny               |                                    |
| 1990  | On the Twentieth Century   | Lily Garland              |                                    |
| 1991  | Anything Goes              | Reno Sweeny               |                                    |
| 1992  | La Mélodie du bonheur      | Maria Rainer              |                                    |
| 1993  | My Fair Lady               | Eliza Doolittle           |                                    |
| 1993  | Lady, Be Good              | Susie                     |                                    |
| 1994  | My Fair Lady               | Eliza Doolittle           |                                    |
| 1995  | La Mélodie du bonheur      | Maria Rainer              |                                    |
| 1995  | Irene                      | Irene                     |                                    |
| 1996  | Scarlett                   | Scarlett O'Hara           |                                    |
| 1996  | Anything Goes              | Reno Sweeny               |                                    |
| 1997  | My Fair Lady               | Eliza Doolittle           |                                    |
| 1997  | Cleopatra                  | Cléopâtre                 |                                    |
| 1998  | The Sound of Music         | Maria Rainer              |                                    |
| 1998  | Irene                      | Irene                     |                                    |
| 1998  | Vacances romaines          | Princesse Anne            |                                    |
| 1999  | My Fair Lady               | Eliza Doolittle           |                                    |
| 1999  | Vacances romaines          | Princesse Anne            |                                    |
| 1999  | Carmen                     | Carmen                    |                                    |
| 2000  | Vacances romaines          | Princesse Anne            |                                    |
| 2000  | Mitsuko                    | Mitsuko Aoyama            |                                    |
| 2000  | La Mélodie du bonheur      | Maria Rainer              |                                    |
| 2000  | Once Upon a Mattress       | Princesse Winnifred       |                                    |
| 2001  | Carmen                     | Carmen                    |                                    |
| 2001  | Autant en emporte le vent  | Scarlett O'Hara           |                                    |
| 2002  | Panama Hattie              | Hattie                    |                                    |
| 2002  | My Fair Lady               | Eliza Doolittle           |                                    |
| 2002  | La dame aux camélias       | Marguerite                |                                    |
| 2002  | Autant en emporte le vent  | Scarlett O'Hara           |                                    |
| 2003  | Autant en emporte le vent  | Scarlett O'Hara           |                                    |
| 2003  | La Nuit des Rois           | Viola / Sebastian         |                                    |
| 2004  | La dame aux camélias       | Marguerite                |                                    |
| 2004  | La Mélodie du bonheur      | Maria Rainer              |                                    |
| 2004  | My Fair Lady               | Eliza Doolittle           |                                    |
| 2004  | Marie Antoinette           | Marie Antoinette          |                                    |
| 2005  | Tosca                      | Floria Tosca              |                                    |
| 2005  | My Fair Lady               | Eliza Doolittle           |                                    |
| 2006  | La Nuit des Rois           | Viola / Sebastian         |                                    |
| 2006  | Marie Antoinette           | Marie Antoinette          |                                    |
| 2006  | Autant en emporte le vent  | Scarlett O'Hara           |                                    |
| 2007  | My Fair Lady               | Eliza Doolittle           |                                    |
| 2008  | Moonstruck                 | Loretta Castorini         |                                    |
| 2009  | My Fair Lady               | Eliza Doolittle           |                                    |
| 2009  | Gabrielle Chanel           | Coco Chanel               |                                    |
| 2010  | Hedda Gabler               | Hedda Tesman              |                                    |
| 2010  | My Fair Lady               | Eliza Doolittle           |                                    |
| 2011  | Gabrielle Chanel           | Coco Chanel               |                                    |
| 2011  | 8 femmes                   | Gaby                      |                                    |
| 2012  | Ōedo Hidori 808            | Hidori, l'Oiseau écarlate |                                    |
| 2012  | Kaitō Sebun                | Kamaitachi Eiko           | Pièce originale de Chikyū Gorgeous |
| 2013  | 40 Carats                  | Ann Stanley               |                                    |
| 2014  | Trop de maris              | Vicky Lowndes             |                                    |
| 2016  | Double Jeu                 | Françoise                 |                                    |

### Séries télévisées
| Année | Titre                    | Rôle            | Note(s)     | Ref.   |
| ----- | ------------------------ | --------------- | ----------- | ------ |
| 1986  | Musashibō Benkei         | Tomoe Gozen     |             | [ 9 ]  |
| 1988  | Takeda Shingen           | Satomi          | Taiga drama | [ 10 ] |
| 2006  | Kōmyō ga Tsuji           | Oichi           | Taiga drama | [ 11 ] |
| 2015  | Atelier                  | Mayumi Minamijo |             |        |
| 2016  | Daddy Sister             | Takiko Aoyagi   | Asadora     | [ 12 ] |
| 2017  | And Then There Were None | Ayako Hoshino   |             | [ 13 ] |

### Cinéma
| Année | Titre                                                                  | Rôle                       | Note(s)           | Ref.   |
| ----- | ---------------------------------------------------------------------- | -------------------------- | ----------------- | ------ |
| 1992  | Angel Boku no Uta wa Kimi no Uta                                       | Sawako Kamigakari          |                   |        |
| 2006  | Sinking of Japan                                                       | Saori Takamori             |                   |        |
| 2006  | Le Monde de Narnia : Le Lion, la Sorcière blanche et l'Armoire magique | Jadis, la Sorcière Blanche | Doublage japonais |        |
| 2008  | Kurosagi                                                               | Sakura-mama                |                   |        |
| 2008  | Le Monde de Narnia : Le Prince Caspian                                 | Jadis, la Sorcière Blanche | Doublage japonais |        |
| 2010  | Le Monde de Narnia : L'Odyssée du Passeur d'Aurore                     | Jadis, la Sorcière Blanche | Doublage japonais |        |
| 2013  | R100                                                                   | La Reine de la voix        |                   |        |
| 2016  | The Kodai Family                                                       | Yūko Kōdai                 |                   | [ 14 ] |
| 2017  | Tous en scène                                                          | Nana Noodleman             | Doublage japonais |        |
| 2022  | Tous en scène 2                                                        | Nana Noodleman             | Doublage japonais |        |
| 2022  | Motherhood                                                             | La mère de Rumiko          |                   | [ 15 ] |
| 2025  | Godmother: Life of Ayako Koshino                                       | Ayako Koshino              | Rôle principal    | [ 16 ] |